# Bradina agraphalis
Bradina agraphalis là một loài bướm đêm trong họ Crambidae.